# Non nobis solum

 (срп. Не само за нас) је мото на латинском језику. Чест облик је и Non nobis, sed omnibus („не за нас, већ за све“). То значи да људи треба да допринесу општој добробити човечанства, без обзира на сопствене интересе.
Мото потиче од сентенце у Цицероновом најутицајнијем филозофском делу, његовој расправи О дужности (лат. De Officiis). Пуна Цицеронова реченица гласи Non nobis solum nati sumus ortusque nostri partem patria vindicat, partem amici („Нисмо рођени нити живимо сами за себе, наша земља, наши пријатељи, имају удео у нама“), Цицерон De officiis, 1:22. Реченица је, како Цицерон сам каже, буквалан превод из Платоновог Писма Архиту Цицерон повезује овај концепт са стоичким идеалом космополитизма, према којем су сви људи у природном сродству са свим другим људима и треба да „допринесу општем добру кроз размену добрих дела дела (officia), и давањем и примањем“ (De Officiis 1.22, превод Валтер Милер, 1913).